# Cortixa aurudaria
Cortixa aurudaria là một loài bướm đêm trong họ Geometridae.